# Juancito Pinto
Juan Pinto, llamado cariñosamente Juancito Pinto (La Paz, Bolivia; 1867-Tacna, Perú; 26 de mayo de 1880), fue un niño boliviano que se desempeñó como tamborilero del Regimiento Colorados del Ejército de Bolivia durante la Guerra del Pacífico. Y habría participado a los 12 años en la batalla del Alto de la Alianza que enfrentó al ejército chileno con el conformado por la alianza boliviano-peruana, donde falleció en combate.
En Bolivia, es considerado como uno de los héroes de la Guerra del Pacífico, especialmente debido a su juventud.

## Biografía
Se dice que Juan Pinto nació en 1867 en un sitio actualmente desconocido y se lo describe como un niño de tez morena y "juguetón".
El 17 de abril de 1879 despidió el pueblo paceño a las tropas que se dirigían a la guerra y la población acompañaba a los soldados hasta las afueras de la ciudad, dando vítores, obsequios, y halagos. Ante el entusiasmo cívico, muchos grupos de muchachos de corta edad (varios de ellos pobres) se unieron a las filas, negándose volver a sus hogares.
A estos jóvenes se los instruyó en la rígida disciplina e instrucción militar empleada en esos tiempos. Posiblemente este joven, como otros muchos más, estuvo presente en las duras marchas hasta la costa, atravesando distancias muy largas desde su pueblo, pasando por los Andes y luego el desierto. La vida de campaña y el trato cuartelero habrían vuelto rígido al niño, cambiando su infancia para poder soportar tan agobiadoras jornadas.
Posiblemente desempeñó primero las funciones de corneta de órdenes y luego la de tambor o tamborilero.

### En la Batalla del Alto de la Alianza.
Algunos autores en Bolivia relatan que el 26 de mayo, desde las 10 de la mañana, en que la artillería chilena rompió el fuego bajo el mando del general Manuel Baquedano, Juancito Pinto cumplió órdenes con toques de tambor orientando los despliegues de los soldados Bolivianos.
Al atardecer, las bajas aliadas eran numerosas; había numerosos muertos y los pocos sobrevivientes continuaban en la pelea, sin ceder el campo. Juancito Pinto le arrebató un arma puesta sobre una camilla, buscó entre los heridos un morral con municiones, y  manejando con dificultad el arma se alejó corriendo en dirección al lugar donde resistían los últimos defensores bolivianos. Ingresó al combate, perdiéndose en el fragor de la lucha. En medio del terrible fuego enemigo, el niño murió en batalla, entre el montón de soldados que sucumbieron en las trincheras del Inti Orko.
En el informe a la convención de la Cruz Roja de Ginebra del ejército boliviano, durante la Campaña del Pacífico, se menciona al pequeño héroe en su Edición de 1881.